# Philippe Legendre
Pour les articles homonymes, voir Legendre.
 (novembre 2022).
Si vous disposez d'ouvrages ou d'articles de référence ou si vous connaissez des sites web de qualité traitant du thème abordé ici, merci de compléter l'article en donnant les références utiles à sa vérifiabilité et en les liant à la section « Notes et références ».
Philippe Legendre est un chef cuisinier, trois étoiles au Guide Michelin de 2003 à 2007 au restaurant le « Cinq » de l'Hôtel George-V dans le 8e arrondissement de Paris.

## Biographie
Philippe Legendre est natif de Vendée. Il arrive à Paris à 16 ans et entame la tournée des grandes maisons parisiennes de renom : Sheraton, Lucas Carton, Ritz, Taillevent (durant 18 ans).
Philippe Legendre reçoit en 2005 pour le Four Seasons George V le prix convoité de « Meilleur restaurant d’hôtel en Europe » aux Prix VILLEGIATURE Awards par un jury de journalistes du monde entier. Il succède ainsi à Michel Troisgros qui avait reçu ce prix en 2004 pour La Table du Lancaster à Paris , et à Alain Ducasse pour Le Louis XV qui l'avait obtenu en 2003 pour l'Hôtel de Paris de Monte-Carlo(SBM).
En 1999 Philippe Legendre prend la direction du restaurant le « Cinq » de l'Hôtel George-V dans le 8e arrondissement de Paris à la tête d'une brigade de plus de 70 cuisiniers. Il gagne 3 étoiles au Guide Michelin en moins de trois ans (du jamais vu) avec une troisième étoile maintenue de 2003 à 2007, avant de revenir à 2 étoiles et de quitter le Cinq en 2008 sans être parvenu à la retrouver.

## Distinctions
- Meilleur ouvrier de France en 1996
- Chevalier de la Légion d'honneur
- Chevalier de l'ordre du Mérite agricole (2005)[1]